# Bayerischer Toto-Pokal 2020/21
Der Bayerische Toto-Pokal 2020/21 des Bayerischen Fußball-Verbandes war die 12. Saison seit der Pokalreform 2009/10. Das Turnier begann am 10. Oktober 2020 mit 18 Partien, das Finale wurde am 27. Juni 2021 ausgetragen. Der Sieger des Endspiels qualifizierte sich für die 1. Hauptrunde des DFB-Pokal 2021/22. Aufgrund der Ausdehnung der Saison 2019/20 des Ligabetriebs im BFV bis 2021 in Folge der COVID-19-Pandemie wurde diese Pokalspielzeit mit angepasstem Modus durchgeführt.

## Teilnehmende Mannschaften
Insgesamt nahmen 48 Mannschaften an der 1. Hauptrunde des Pokals teil:
- 22 Kreismeister (2019/20):
  - Oberbayern: SV Bruckmühl, SV Waldeck Obermenzing, FC Sportfreunde Schwaig, FC Penzberg
  - Niederbayern: FC Walkertshofen, SpVgg Ruhmannsfelden
  - Schwaben: VfR Jettingen, TSV Bobingen, SVO Germaringen
  - Oberpfalz: FC OVI-Teunz, SV Breitenbrunn, SV 08 Auerbach
  - Oberfranken: TSV Bad Berneck, SpVgg Selbitz, 1. FC Mitwitz
  - Mittelfranken: ASV Weisendorf, FC Wendelstein, SC Aufkirchen
  - Unterfranken: TSV Heimbuchenthal, TSV Lohr, SG Schleerieth, SV Rödelmaier

- 26 Qualifikanten aus der Verbandsebene:
  - 15 Bayernligisten (Saison 2019/21 – Qualifikanten): DJK Don Bosco Bamberg, FC Eintracht Bamberg, SpVgg Ansbach 09, DJK Gebenbach, DJK Ammerthal, FC Pipinsried, TSV 1880 Wasserburg, SV Kirchanschöring, Würzburger FV, SV Pullach, TSV Abtswind, SV Seligenporten, Türkspor Augsburg, FC Ismaning, TSV Landsberg
  - 11 Landesligisten (Saison 2019/21 – Qualifikanten): 1. SC Feucht, TSV Unterpleichfeld, SV Mitterteich, SC Ettmannsdorf, SpVgg Landshut, FC Tegernheim, SpVgg Jahn Forchheim, VfL Frohnlach, SV Egg an der Günz, TuS Geretsried, 1. FC Sonthofen

Die Qualifikanten aus der Verbandsebene wurden im Vorfeld des Turniers im Rahmen mehrerer Qualifikationsrunden ausgespielt.
Aufgrund des COVID-19-Pandemielage und des damit verbundenen Spiel- und Trainingsverbots für Amateurvereine ab November 2020 wurde der Modus am 13. Januar 2021 angepasst. So spielten die Drittligisten FC Ingolstadt 04, TSV 1860 München, SpVgg Unterhaching und Türkgücü München Ende März 2021 in zwei Runden (Zwischenrunde) einen Viertelfinalteilnehmer aus. Ursprünglich wären sie in der 3. Hauptrunde in den Wettbewerb eingestiegen, zu diesem Zeitpunkt war jedoch noch nicht einmal absehbar, wann zumindest die 2. Hauptrunde ausgespielt werden könnte. Die Regionalligisten sollen hingegen über den Ligapokal vier Startplätze für das Viertelfinale des Toto-Pokals ausspielen; jedoch ruhte auch der Spielbetrieb dieses Wettbewerbs zwischen Ende Oktober 2020 und Mitte Mai 2021.

## Auswirkungen der COVID-19-Pandemie
Aufgrund der weiterhin präsenten COVID-19-Pandemielage wurde der Spielbetrieb im Herbst 2020 noch vor Absolvierung der 2. Hauptrunde bis auf Weiteres eingestellt. Seitdem wurde lediglich die Zwischenrunde der vier beteiligten Drittligisten ausgespielt. Anfang Mai 2021 gab der BFV bekannt, dass für die 24 im Wettbewerb verbliebenen Klubs von der Bayernliga abwärts die Maßgabe galt, dass die jeweiligen örtlichen zuständigen Kreisverwaltungsbehörden die Zustimmung erteilen mussten, ob ein uneingeschränkter Spiel- und Trainingsbetrieb zulässig wäre. Bis zum 10. Mai konnte jeder einzelne Teilnehmer von seiner Teilnahme zurückziehen, bis zum 29. Juni muss der BFV hingegen zwei Teilnehmer für den DFB-Pokal 2021/22, darunter den Sieger des Toto-Pokals, melden. Fristgerecht zogen letztendlich 22 von 24 Mannschaften ab der Bayernliga abwärts von ihrer Teilnahme zurück.

## 1. Hauptrunde
Die Auslosung der 1. Hauptrunde erfolgte am 30. September 2020 im BFV.TV-Studio im Münchner „Haus des Fußballs“. Dabei wurden die teilnehmenden Vereine in 6 regionale Gruppen eingeteilt, innerhalb derer die 22 Kreissieger sich ihre Wunschgegner aussuchen konnten.
Die Partien der 1. Hauptrunde wurden vom 10. bis zum 14. Oktober 2020 ausgetragen.
| Datum                 |                         | Ergebnis              |                       |
| --------------------- | ----------------------- | --------------------- | --------------------- |
| 10.10.2020, 14:00 Uhr | TSV Heimbuchenthal      | 0:2                   | DJK Don Bosco Bamberg |
| 10.10.2020, 14:00 Uhr | TSV Bad Berneck         | 1:6                   | FC Eintracht Bamberg  |
| 10.10.2020, 14:00 Uhr | ASV Weisendorf          | 0:4                   | SpVgg Ansbach 09      |
| 10.10.2020, 14:00 Uhr | FC Wendelstein          | 0:0 n. V. (1:3 i. E.) | 1. SC Feucht          |
| 10.10.2020, 14:00 Uhr | FC OVI-Teunz            | 1:4                   | DJK Gebenbach         |
| 10.10.2020, 14:00 Uhr | SV Breitenbrunn         | 0:7                   | DJK Ammerthal         |
| 10.10.2020, 14:00 Uhr | VfR Jettingen           | 1:6                   | FC Pipinsried         |
| 10.10.2020, 14:00 Uhr | TSV 1880 Wasserburg     | 3:1                   | SV Kirchanschöring    |
| 10.10.2020, 14:30 Uhr | TSV Lohr                | 4:0                   | TSV Unterpleichfeld   |
| 10.10.2020, 14:30 Uhr | SpVgg Selbitz           | 1:3                   | SV Mitterteich        |
| 10.10.2020, 15:00 Uhr | SG Schleerieth          | 0:3                   | Würzburger FV         |
| 10.10.2020, 15:00 Uhr | FC Walkertshofen        | 1:2                   | SC Ettmannsdorf       |
| 10.10.2020, 15:00 Uhr | SV Bruckmühl            | 4:1                   | SpVgg Landshut        |
| 10.10.2020, 15:00 Uhr | SV Waldeck Obermenzing  | 0:5                   | SV Pullach            |
| 10.10.2020, 15:30 Uhr | SpVgg Ruhmannsfelden    | 4:1                   | FC Tegernheim         |
| 10.10.2020, 16:00 Uhr | SV Rödelmaier           | 1:2                   | TSV Abtswind          |
| 10.10.2020, 16:00 Uhr | SC Aufkirchen           | 1:0                   | SV Seligenporten      |
| 10.10.2020, 16:00 Uhr | 1. FC Sonthofen         | 5:1                   | Türkspor Augsburg     |
| 11.10.2020, 14:00 Uhr | 1. FC Mitwitz           | 0:6                   | SpVgg Jahn Forchheim  |
| 11.10.2020, 14:00 Uhr | FC Sportfreunde Schwaig | 2:5                   | FC Ismaning           |
| 11.10.2020, 14:30 Uhr | SV 08 Auerbach          | 1:3                   | VfL Frohnlach         |
| 11.10.2020, 16:00 Uhr | TSV Bobingen            | 2:4                   | SV Egg an der Günz    |
| 11.10.2020, 16:00 Uhr | SVO Germaringen         | 1:4                   | TSV Landsberg         |
| 14.10.2020, 18:45 Uhr | FC Penzberg             | 3:1                   | TuS Geretsried        |

## 2. Hauptrunde
Die Partien der 2. Hauptrunde wurden am 26. Oktober 2020 im BFV.TV-Studio ausgelost. Die verbliebenen 24 Klubs wurden dabei in drei regionale Töpfe aufgeteilt. Die fünf verbliebenen Kreissieger konnten sich in ihrem Regionaltopf einen Wunschgegner aussuchen, während die restlichen Vereine aus einem Topf gelost wurden. Heimrecht hätte stets der unterklassige oder aber der erstgezogene Verein (bei Klassengleichheit) gehabt. Ausgetragen werden sollten die Partien der 2. Hauptrunde ursprünglich am 14./15. November 2020.
Anfang Mai 2021 gab der BFV bekannt, dass lediglich der FC Eintracht Bamberg sowie der TSV Abtswind durch die örtlichen Behörden eine Sondergenehmigung erteilt bekommen hatten. Die restlichen 22 Teilnehmer schieden somit aus dem Wettbewerb aus, ihnen wurde eine finanzielle Entschädigung sowie eine sportliche Qualifikationsmöglichkeit für den nächsten Toto-Pokal zugesichert.
| Datum                 |                       | Ergebnis |                      |
| --------------------- | --------------------- | -------- | -------------------- |
| 14.11.2020, 14:00 Uhr | TSV Lohr              | –        | SV Mitterteich       |
| 14.11.2020, 14:00 Uhr | SC Aufkirchen         | –        | SC Ettmannsdorf      |
| 14.11.2020, 14:00 Uhr | FC Pipinsried         | –        | DJK Ammerthal        |
| 14.11.2020, 14:00 Uhr | FC Penzberg           | –        | SV Pullach           |
| 14.11.2020, 14:00 Uhr | SV Bruckmühl          | –        | SV Egg an der Günz   |
| 14.11.2020, 14:00 Uhr | TSV Landsberg         | –        | FC Ismaning          |
| 15.11.2020, 14:00 Uhr | VfL Frohnlach         | –        | TSV Abtswind         |
| 15.11.2020, 14:00 Uhr | DJK Don Bosco Bamberg | –        | FC Eintracht Bamberg |
| 15.11.2020, 14:00 Uhr | SpVgg Jahn Forchheim  | –        | Würzburger FV        |
| 15.11.2020, 14:00 Uhr | SpVgg Ruhmannsfelden  | –        | 1. SC Feucht         |
| 15.11.2020, 14:00 Uhr | SpVgg Ansbach 09      | –        | DJK Gebenbach        |
| 15.11.2020, 14:00 Uhr | 1. FC Sonthofen       | –        | TSV 1880 Wasserburg  |

## Zwischenrunde
Die vier teilnahmeberechtigten Drittligisten spielten in einer Zwischenrunde zwei Teilnehmer am Qualifikationsspiel zum Viertelfinale aus; zu diesem Zeitpunkt waren weder die 2. Runde noch das Achtelfinale absolviert worden.

### Halbfinale
| Datum                 |                  | Ergebnis              |                    |
| --------------------- | ---------------- | --------------------- | ------------------ |
| 24.03.2021, 19:00 Uhr | Türkgücü München | 2:0                   | SpVgg Unterhaching |
| 27.03.2021, 14:00 Uhr | TSV 1860 München | 2:2 n. V. (5:4 i. E.) | FC Ingolstadt 04   |

### Finale
| Datum                 |                  | Ergebnis |                  |
| --------------------- | ---------------- | -------- | ---------------- |
| 30.03.2021, 20:30 Uhr | TSV 1860 München | 0:1      | Türkgücü München |

## Viertelfinale
Für das Viertelfinale qualifizierten sich folgende Mannschaften, wobei der TSV Buchbach ein Freilos für das Halbfinale erhielt:
- Türkgücü München (Sieger der Zwischenrunde der Drittligisten)
- TSV Abtswind (Teilnehmer der 2. Hauptrunde, der nicht zurückziehen musste)
- FC Eintracht Bamberg (Teilnehmer der 2. Hauptrunde, der nicht zurückziehen musste)
- TSV Buchbach (unterlegener Halbfinalist der Finalrunde des Ligapokals)
- FV Illertissen (unterlegener Halbfinalist der Finalrunde des Ligapokals)
- VfB Eichstätt (unterlegener Endspielteilnehmer der Finalrunde des Ligapokals)
- Wacker Burghausen (Sieger der Trostrunde des Ligapokals)

| Datum                 |                      | Ergebnis        |                  |
| --------------------- | -------------------- | --------------- | ---------------- |
| 18.06.2021, 19:00 Uhr | Wacker Burghausen    | 0:1             | VfB Eichstätt    |
| 19.06.2021, 13:30 Uhr | FC Eintracht Bamberg | 0:0 (2:4 i. E.) | FV Illertissen   |
| 20.06.2021, 16:00 Uhr | TSV Abtswind         | 3:5             | Türkgücü München |

## Halbfinale
| Datum                 |                | Ergebnis |                  |
| --------------------- | -------------- | -------- | ---------------- |
| 22.06.2021, 19:00 Uhr | FV Illertissen | 3:0      | VfB Eichstätt    |
| 23.06.2021, 18:30 Uhr | TSV Buchbach   | 1:2      | Türkgücü München |

## Finale
| FV Illertissen                                       | FV Illertissen | Türkgücü München | Türkgücü München |
| ---------------------------------------------------- | --- | --- | ---------------- |
| FV Illertissen                                       | \| 27. Juni um 14:00 Uhr in Illertissen (Vöhlinstadion) \| \| Ergebnis: 0:0, 7:8 i. E. \| \| Zuschauer: 500 \| \| Schiedsrichter: Elias Tiedeken \| \| Spielbericht \| | \| 27. Juni um 14:00 Uhr in Illertissen (Vöhlinstadion) \| \| Ergebnis: 0:0, 7:8 i. E. \| \| Zuschauer: 500 \| \| Schiedsrichter: Elias Tiedeken \| \| Spielbericht \| | Türkgücü München |
| FV Illertissen                                       | Felix Thiel – Marco Gölz ( 80. Sebastian Enderle), Fabian Rupp , Marius Wegmann, Max Zeller ( 74. Yannick Glessing) – Leif Estevez Fernández ( 80. Philipp Boyer), Nicolas Keckeisen, Fabio Maiolo, Lukas Rietzler, Maurice Strobel – Semir Telalović ( 84. Kai Luibrand) Cheftrainer: Marco Konrad | René Vollath ( 90+3. Franco Flückiger) – Sebastian Hertner, Moritz Kuhn ( 60. Philip Türpitz), Filip Kusić – Paterson Chato, Nico Gorzel ( 65. Leroy-Jacques Mickels), Marco Kehl-Gómez, Ünal Tosun, Albion Vrenezi ( 46. Boubacar Barry) – Sercan Sararer ( 65. Luis Jakobi), Petar Slišković Cheftrainer: Petr Ruman | Türkgücü München |
| FV Illertissen                                       | Elfmeterschießen | | Türkgücü München |
| FV Illertissen                                       | 1:1 Strobel 2:2 Rietzler Luibrand 3:3 Thiel 4:4 Keckeisen 5:5 Boyer 6:6 Rupp Maiolo 7:7 Enderle Wegmann | 0:1 Mickels 1:2 Kusić Kehl-Gómez 2:3 Barry 3:4 Türpitz 4:5 Chato 5:6 Hertner Jakobi 6:7 Slišković 7:8 Tosun | Türkgücü München |
| FV Illertissen                                       | Maiolo (38.) | Sararer (30.), Kusić (31.), Kehl-Gómez (62.), Barry (66.) | Türkgücü München |
| 27. Juni um 14:00 Uhr in Illertissen (Vöhlinstadion) | | |                  |
| Ergebnis: 0:0, 7:8 i. E.                             | | |                  |
| Zuschauer: 500                                       | | |                  |
| Schiedsrichter: Elias Tiedeken                       | | |                  |
| Spielbericht                                         | | |                  |